# Malcolm Reed
Löjtnant Malcolm Reed är en fiktiv karaktär i TV-serien Star Trek: Enterprise som spelas av Dominic Keating.

## Biografi
Son till Stuart och Mary Reed och är av gammal brittisk soldatsläkt. Föräldrarna var inte glada när han anslöt sig till Star Fleet, en god soldat ska hålla sig på Jorden och helst vara i Royal Navy. Det har gjort att han inte har någon kontakt med sin familj. Malcolm är Enterprises säkerhetsofficer och besättningens vapeninstruktör. Han är mycket förtjust i regler, disciplin och scheman och han tycker inte om oreda. Till sättet är han blyg, plikttrogen och en smula asocial och han älskar ananastårta som han tyvärr är allergisk emot. Tycker om att spränga saker i luften men han tycker inte om höga ljud.